# Dalia graminis
Dalia graminis (лат.) — вид пилильщиков из семейства Pergidae. Встречается в Австралии (Северная территория). Развивается на злаковых растениях Digiterea sp. и Pennisetum glaucum (L.) R.Br. (Poales, Poaceae). Единственный вид рода Dalia.